# Plagiochila cucullifolia
Plagiochila cucullifolia là một loài rêu trong họ Plagiochilaceae. Loài này được J.B. Jack & Stephani mô tả khoa học đầu tiên năm 1892.